# Hydrochus rugosus
Hydrochus rugosus är en skalbaggsart som beskrevs av Étienne Mulsant 1844. Hydrochus rugosus ingår i släktet Hydrochus och familjen gyttjebaggar. Inga underarter finns listade i Catalogue of Life.